# Курінний Вячеслав Васильович
Вячесла́в Васи́льович Курінни́й — військовий хірург, заслужений лікар України, кандидат медичних наук, полковник медичної служби, учасник російсько-української війни, заступник начальника центру з медичної частини — начальник медичної частини Військово-медичного клінічного центру Північного регіону.

## Життєпис
Народився 22 серпня 1980 року в с. Башилівка Близнюківського району Харківської області.
Освіта: Харківський державний медичний університет у 2003 р. за спеціальністю «Лікувальна справа», Українська військово-медична академія у 2006 р. за спеціальністю «Хірургія». Навчально-науковий інститут «Українська інженерно-педагогічна академія» Харківського національного університету імені В. Н. Каразіна за спеціальністю «Менеджмент організацій і адміністрування» у 2024 р.
Сімейний стан: одружений, виховує двох доньок.
У Збройних силах України — з 2003 року. Має великий досвід сучасних оперативних втручань на органах черевної та грудної порожнин, оперативних втручань при пораненнях. Має вищу категорію з ендоскопії та хірургії.
За час російсько-української війни, починаючи з 2014 року, набув значного досвіду організації лікувально-евакуаційних заходів.
У 2019 році виконував обов'язки провідного хірурга 65-го Військового мобільного госпіталю, де особисто виконав більш як 200 операцій пораненим, травмованим та хворим у містах Часів Яр, Бахмут, Попасна, Світлодарськ, Торецьк. 80 % з них — складні оперативні втручання.
Російське вторгнення в Україну (2022)
Початок повномасштабного вторгнення зустрів у Харкові, лікуючи поранених, травмованих та хворих військовослужбовців та цивільних. Під час щільних бомбардувань та часткового оточення перших тижнів вторгнення військові медики Військово-медичного клінічного центру Північного регіону надавали допомогу сотням людей.
Від березня 2022 перебував у зоні бойових дій у складі передових медичних підрозділів у містах Лозова, Близнюки, Барвінкове, Первомайський.
Від вересня 2022 — у місті Ізюм відразу після його деокупації. Під час роботи в Ізюмі військовим медикам довелося налагоджувати роботу і надання допомоги важким пораненим в умовах відсутності світла, води, опалення та зв'язку в будівлі частково зруйнованої лікарні.
Від квітня 2023 був координатором напрямку, де приймали поранених з Бахмутського відтинку фронту.
Від грудня 2022 року по вересень 2024 року виконував обов'язки заступника начальника центру з медичної частини — начальника медичної частини.
23.09.2024 року офіційно призначений на посаду заступника начальника центру з медичної частини — начальника медичної частини.
Наукова діяльність.
Вячеслав Курінний — кандидат медичних наук, магістр медицини, магістр менеджменту організацій та адміністрування. Автор десятків наукових робіт, в тому числі, в англомовних виданнях, патентів та методичних рекомендацій.
Є постійним учасником конгресів та конференцій хірургів України, а також міжнародних конференцій з хірургії, надання медичної допомоги та анатомії.
Працює над впровадженням нових методик оперативного лікування, особливо малоінвазивних, при пораненнях черевної порожнини та грудної клітини, відпрацював більшість сучасних лапароскопічних оперативних втручань при пораненнях та захворюваннях черевної порожнини, що значно зменшило терміни лікування, пришвидшило повернення до строю та покращило якість надання хірургічної допомоги.
Викладацька діяльність.
Працює викладачем у Національному юридичному університеті ім. Ярослава Мудрого, де викладає тактичну медицину.

##### Проходження служби
2003—2006 — слухач Українській військово-медичній академії.
2006—2007 — ординатор хірургічного відділення Харківського центрального військового госпіталю.
2007—2019 — начальник відділення ендоскопічної хірургії клініки торакоабдомінальної хірургії Військово-медичного клінічного центру Північного регіону.
2019—2024 — начальник відділення ендоскопічної хірургії хірургічної клініки Військово-медичного клінічного центру Північного регіону.
2024 — по т.ч. — заступник начальника центру з медичної частини — начальник медичної частини Військово-медичного клінічного центру Північного регіону.

## Нагороди
- відзнака Президента України «За участь в антитерористичній операції» (2017)[2],
- орден «Данила Галицького» (2023)[3],
- відзнака Президента України «За оборону України» (2024)[4],
- нагороди Міністра оборони України, командувача АТО/ООС, начальника Харківського гарнізону.
- почесне звання «Заслужений лікар України»[1].